# Susann Müller
Susann Müller, född 26 maj 1988, är en tysk handbolltränare och tidigare handbollsspelare. Hon är tränare för damlaget i Füchse Berlin.
Susann Müller spelade för flera topplag i Europa. Hon vann ligatitlar i Danmark, Tyskland och Slovenien. Hennes främsta merit i landslaget blev en bronsmedalj vid VM 2007. Vid VM 2013 blev Müller skyttedrottning och valdes också ut i All Star Team som högernia.

## Klubbkarriär
Müller började spela handboll vid sju års ålder i den lokala klubben 1.SSV Saalfeld.
2003 bytte till HC Leipzig. I början var hon en del av klubbens ungdomsavdelning och flyttades upp till seniorlaget 2006–2007. Hon gjorde över 60 mål under den första delen av säsongen. Hon fick en förlängning av sitt kontrakt till 2010. Med HC Leipzig vann Müller två mästerskap och två cuptitlar i tyska cupen.
2010 skrev Müller på för SK Århus. Århus ekonomiska svårigheter orsakade att Müller lämnade klubben efter en säsong och bytte till Randers HK. Säsongen 2011–2012 var hon med och ledde Randers till danska ligatiteln och blev klubbens bästa målskytt med 124 mål.
2012 flyttade hon till RK Krim i Slovenien men återvände till Leipzig i slutet av säsongen. Müllers andra pass i klubben varade bara i ett år. Sommaren 2014 skrev hon kontrakt med ungerska toppklubben Győri ETO KC. Hon skulle ersätta Katarina Bulatović. Hennes kontrakt avslutades dock ömsesidigt efter ett år.
Hon spelade sedan för SG BBM Bietigheim i tre år och vann bundesliga säsongen 2016-2017. Hon blev bästa målskytt i ligan och EHF-cupen. Hon flyttade tillbaka till den danska ligan säsongen 2018–2019 för att spela för danska Silkeborg-Voel KFUM som inte är en toppklubb i Danmark.
Müller hade varit suspenderad av Bietigheim i ett halvt år och var inte i form och hon spelade inte säsongen ut för Silkeborg. Hon slutade som aktiv spelare och tog ett tränaruppdrag i Berlin.

## Landslagskarriär
Müller spelade i de tyska ungdomslandslagen. 2008 vann hon U21-VM i Makedonien. Med sju mål var hon bäste målskytt i finalen i det tyska laget som besegrade favoriten Danmark med 23–22. 2006 tillhörde hon 24 manna-truppen men kom inte med vid mästerskapet. Müller gjorde sin debut i landslaget den 18 oktober 2007 mot Japan. Hon spelade i det tyska laget vid världsmästerskapet 2007. Hon spelade sex matcher i turneringen men gjorde bara två mål men vann bronsmedaljen. Müller beslöt sig för att inte delta i EM 2008.
Müller var tillbaka inför världsmästerskap i handboll i Kina. Tyskland slutade sjua i mästerskapet och med 34 mål var Müller den näst bästa målskytten i laget bakom Franziska Mietzner. Müller och Tyskland kom till europamästerskapet i handboll för damer 2010 med förhoppningar om medalj men fick stiga av efter gruppspelet. Müller missade världsmästerskapet 2011 och EM 2012 på grund av skador.
Hon spelade i världsmästerskapet 2013 i bra form och med 62 mål blev hon turneringens bästa målskytt och valdes i All-Star-Team. Tyskland slutade sjua i mästerskapet.

## Meriter i klubblag
- Tysk mästare 2009, 2010 med HC Leipzig och 2017 med Bietigheim
- Vinnare av tyska cupen 2007, 2008, 2014 med HC Leipzig
- Dansk mästare 2012 med Randers HK
- Slovensk mästare 2013 med RK Krim
- Vinnare av slovenska cupen 2013 med RK Krim
- Vinnare av ungerska cupen 2015 med Győri ETO KC

## Individuella utmärkelser
- Bästa målskytt i världsmästerskapet: 2013
- All-Star högerback av världsmästerskapet: 2013
- Årets handbollsspelare i Tyskland  2013,[15]
- EHF-cupens bästa målskytt: 2017